# Rhipidomys emiliae
Rhipidomys emiliae is een zoogdier uit de familie van de Cricetidae. De wetenschappelijke naam van de soort werd voor het eerst geldig gepubliceerd door J.A. Allen in 1916.

## Voorkomen
De soort komt voor in Brazilië.